# Malice Kościelne
Malice Kościelne est une localité polonaise de la gmina de Lipnik, située dans le powiat d'Opatów en voïvodie de Sainte-Croix.